# 四臭化ゲルマニウム
四臭化ゲルマニウム(Germanium tetrabromide)は、化学式GeBr4の無機化合物である。固体のゲルマニウムと気体の臭素の反応で形成する。
{\displaystyle {\ce {Ge + 2Br2 -> GeBr4}}}
この反応で、生成熱は83.3 kcal/molである。
25℃では液体で、インターロック液体構造となる。室温から-60℃までは立方晶系のα型、より低い温度では単斜晶系のβ型となる。